# Municipio de Chili
El municipio de Chili (en inglés: Chili Township) es un municipio ubicado en el condado de Hancock en el estado estadounidense de Illinois. En el año 2010 tenía una población de 657 habitantes y una densidad poblacional de 6,71 personas por km².

## Geografía
El municipio de Chili se encuentra ubicado en las coordenadas 40°14′32″N 91°5′16″O / 40.24222, -91.08778. Según la Oficina del Censo de los Estados Unidos, el municipio tiene una superficie total de 97.88 km², de la cual 97,82 km² corresponden a tierra firme y (0,07 %) 0,06 km² es agua.

## Demografía
Según el censo de 2010, había 657 personas residiendo en el municipio de Chili. La densidad de población era de 6,71 hab./km². De los 657 habitantes, el municipio de Chili estaba compuesto por el 97,87 % blancos, el 0,46 % eran afroamericanos, el 0,15 % eran amerindios, el 0,15 % eran isleños del Pacífico, el 0,76 % eran de otras razas y el 0,61 % eran de una mezcla de razas. Del total de la población el 0,3 % eran hispanos o latinos de cualquier raza.